# 越中亜希
越中 亜希（えっちゅう あき、1998年2月12日 - ）は、日本の女優である。

## 来歴・人物
2004年に舞台出演でデビュー、スマイルモンキーに所属。テレビ朝日で放送された「ミュージックステーション」に出演時、コーラス出演を体験。またTBSで放送された夜のバラエティである「リンカーン 祝4周年笑欲の秋スペシャル!」（2009年10月13日放送分）に出演した。
舞台出演では、「モダンバレエ太陽の子舞踊会」と「現代舞踊協会モダンバレエジュニア舞踊公演」を担当。イベントでの活躍では「うっきぃNewYear」（2010年1月17日）、「がんばった冬休み」（2011年1月9日）があった。
テレビなどでの顔出し出演する機会は少なかったが、レッスンによる活動が多い。
2016年3月8日 駒澤大学高等学校で行われた卒業証書授与式にて卒業した。twitter名は、「えっちゅー」としている。

## 出演

### 舞台
- ヒロセプロジェクト「優しい魔法のとなえ方2011」（2011年11月3日-6日、ラゾーナ川崎プラザソル）- 長澤かをる 役（Bチーム）